# دوره دوازدهم مجلس شورای اسلامی
دوره دوازدهم مجلس شورای اسلامی در ۷ خرداد ۱۴۰۳ افتتاح شد.

## تعداد کرسی هر استان در مجلس دوازدهم
پراکنش ۲۹۰ کرسی مجلس شورای اسلامی در استان‌های ایران
| استان                                                                    | کرسی هر استان |
| ------------------------------------------------------------------------ | ------------- |
| تهران                                                                    | ۳۵            |
| آذربایجان شرقی، اصفهان                                                   | ۱۹            |
| خراسان رضوی، خوزستان، فارس                                               | ۱۸            |
| گیلان                                                                    | ۱۳            |
| آذربایجان غربی، مازندران                                                 | ۱۲            |
| کرمان                                                                    | ۱۰            |
| همدان، لرستان                                                            | ۹             |
| سیستان و بلوچستان، کرمانشاه                                              | ۸             |
| اردبیل، گلستان، مرکزی                                                    | ۷             |
| کردستان                                                                  | ۶             |
| زنجان، هرمزگان، اقلیت‌های دینی                                            | ۵             |
| بوشهر، چهارمحال و بختیاری، خراسان جنوبی، خراسان شمالی، سمنان، قزوین، یزد | ۴             |
| البرز، ایلام، قم، کهگیلویه و بویراحمد                                    | ۳             |

## انتخابات
انتخابات مجلس دوازدهم در دو مرحله، جمعه ۱۱ اسفند ۱۴۰۲ و جمعه ۲۱ اردیبهشت ۱۴۰۳ (جهت تعیین ۲۹۰ نماینده برای یک دوره چهار ساله) برگزار شد. انتخابات مرحله اول، همزمان با انتخابات ششمین دوره مجلس خبرگان رهبری برگزار شد.

## افتتاح
نخستین جلسه مجلس دوازدهم در روز ۷ خرداد ۱۴۰۳ با حضور مقامات کشوری و گزارش وزیر کشور از انتخابات مجلس برگزار شد.

### هیئت رئیسه سنی
| ردیف | سمت      | نام                    | حوزهٔ انتخابیه                  | تاریخ تولد     | سن در افتتاحیه         | سابقهٔ نمایندگی |
| ---- | -------- | ---------------------- | ------------------------------ | -------------- | ---------------------- | -------------- |
| ۱    | رئیس     | علاءالدین بروجردی      | لارستان، خنج، گراش، اوز و جویم | ۳۰ اسفند ۱۳۲۹  | ۷۳ سال، ۲ ماه و ۶ روز  | آری            |
| ۲    | نایب‌رئیس | حسین‌علی شهریاری        | زاهدان                         | ۲۰ مهر ۱۳۳۰    | ۷۲ سال، ۷ ماه و ۱۴ روز | آری            |
| ۳    | دبیر اول | عبدالحسین همتی سراپرده | زرند و کوهبنان                 | ۲۹ شهریور ۱۳۶۸ | ۳۴ سال، ۸ ماه و ۷ روز  | نه             |
| ۴    | دبیر دوم | عباس قدرتی زوارم       | شیروان                         | ۱۳۶۸           | ۳۴ یا ۳۵ سال           | نه             |

## هیئت رئیسه

### اجلاسیه اول
هیئت رئیسه اجلاسیه اول به شرح زیر است:
| ردیف | سمت          | نام                 | حوزهٔ انتخابیه                         | فراکسیون      | حزب            | سابقهٔ نمایندگی | نتیجهٔ شمارش آرا |
| ---- | ------------ | ------------------- | ------------------------------------- | ------------- | -------------- | -------------- | --------------- |
| ۱    | رئیس         | محمدباقر قالیباف    | تهران، ری، شمیرانات، اسلامشهر و پردیس | انقلاب اسلامی | پیشرفت و عدالت | آری            | ۱۹۸             |
| ۲    | نایب‌رئیس اول | حمیدرضا حاجی‌بابایی  | همدان و فامنین                        | انقلاب اسلامی | —              | آری            | ۱۵۴             |
| ۳    | نایب‌رئیس دوم | علی نیکزاد          | اردبیل، نمین، نیر و سرعین             | انقلاب اسلامی | گفتمان         | آری            | ۱۴۲             |
| ۴    | دبیر         | روح‌الله متفکر آزاد  | تبریز، آذرشهر و اسکو                  | انقلاب اسلامی | —              | آری            | ۱۱۷             |
| ۵    | دبیر         | احمد نادری          | تهران، ری، شمیرانات، اسلامشهر و پردیس | انقلاب اسلامی | —              | آری            | ۱۰۲             |
| ۶    | دبیر         | مجتبی بخشی‌پور       | اسلام‌آباد غرب و دالاهو                | —             | —              | آری            | ۹۶              |
| ۷    | دبیر         | محمد رشیدی          | کرمانشاه                              | انقلاب اسلامی | پیشرفت و عدالت | آری            | ۸۹              |
| ۸    | دبیر         | مجتبی یوسفی         | اهواز، باوی، حمیدیه و کارون           | انقلاب اسلامی | —              | آری            | ۸۸              |
| ۹    | دبیر         | عباس پاپی‌زاده       | دزفول                                 | انقلاب اسلامی | گفتمان         | آری            | ۸۲              |
| ۱۰   | ناظر         | غلامرضا نوری قزلجه  | بستان‌آباد                             | —             | کارگزاران      | آری            | ۱۳۰             |
| ۱۰   | ناظر         | عباس گودرزی بروجردی | بروجرد                                | انقلاب اسلامی | پیشرفت و عدالت | آری            | ۸۹              |
| ۱۱   | ناظر         | علیرضا سلیمی        | محلات و دلیجان                        | انقلاب اسلامی | رهپویان        | آری            | ۸۲              |
| ۱۲   | ناظر         | سید جلیل میرمحمدی   | تفت و میبد                            | انقلاب اسلامی | پزشکان         | آری            | ۶۱              |

### اجلاسیه دوم
هیئت رئیسه اجلاسیه دوم به شرح زیر است:
| ردیف | سمت          | نام                 | حوزهٔ انتخابیه                         | فراکسیون      | حزب            | سابقهٔ نمایندگی | نتیجهٔ شمارش آرا |
| ---- | ------------ | ------------------- | ------------------------------------- | ------------- | -------------- | -------------- | --------------- |
| ۱    | رئیس         | محمدباقر قالیباف    | تهران، ری، شمیرانات، اسلامشهر و پردیس | انقلاب اسلامی | پیشرفت و عدالت | آری            | ۲۱۹             |
| ۲    | نایب‌رئیس اول | علی نیکزاد          | اردبیل، نمین، نیر و سرعین             | انقلاب اسلامی | گفتمان         | آری            | ۱۱۱             |
| ۳    | نایب‌رئیس دوم | حمیدرضا حاجی‌بابایی  | همدان و فامنین                        | انقلاب اسلامی | —              | آری            | ۱۱۱             |
| ۴    | دبیر         | احمد نادری          | تهران، ری، شمیرانات، اسلامشهر و پردیس | انقلاب اسلامی | —              | آری            | ۱۲۹             |
| ۵    | دبیر         | رضا جباری           | مسجدسلیمان، اندیکا، لالی و هفتکل      | انقلاب اسلامی | —              | نه             | ۱۲۶             |
| ۶    | دبیر         | عباس پاپی‌زاده       | دزفول                                 | انقلاب اسلامی | گفتمان         | آری            | ۱۰۴             |
| ۷    | دبیر         | صدیف بدری           | اردبیل، نمین، نیر و سرعین             | انقلاب اسلامی | پیشرفت و عدالت | آری            | ۱۰۲             |
| ۸    | دبیر         | مجتبی بخشی‌پور       | اسلام‌آباد غرب و دالاهو                | —             | —              | آری            | ۹۸              |
| ۹    | دبیر         | روح‌الله متفکر آزاد  | تبریز، آذرشهر و اسکو                  | انقلاب اسلامی | —              | آری            | ۹۷              |
| ۱۰   | ناظر         | علیرضا سلیمی        | محلات و دلیجان                        | انقلاب اسلامی | رهپویان        | آری            | ۱۳۴             |
| ۱۱   | ناظر         | عباس گودرزی بروجردی | بروجرد                                | انقلاب اسلامی | پیشرفت و عدالت | آری            | ۱۱۵             |
| ۱۲   | ناظر         | سید جلیل میرمحمدی   | تفت و میبد                            | انقلاب اسلامی | پزشکان         | آری            | ۱۱۰             |

## یادداشت
1. ↑  در مرداد ۱۴۰۳ به‌عنوان وزیر جهاد کشاورزی رأی اعتماد گرفت و از مجلس استعفا داد.